# Pose (canción)
«Pose» es una canción y segundo sencillo y primer sencillo oficial de la banda sonora de la película titulada Talento de barrio, álbum lanzado por el cantante puertorriqueño Daddy Yankee, también actor del mencionado filme. La canción presenta diferentes estilos musicales, que difieren de los sencillos anteriores de Daddy Yankee. Es una canción electrónica, que fusiona otros géneros como pop latino, dance pop, hip hop y pop.

## Canción
El sencillo fue lanzado oficialmente a tiendas de música en línea el día del lanzamiento del álbum. La canción cuenta con varios géneros: Hip hop, música dance y música house.

## Video musical
El video musical muestra a Daddy Yankee llegando en su automóvil a una discoteca y se lo muestra interpretando la canción mientras muchas luces de las cámaras lo iluminan, como también a las mujeres que aparecen. Durante el video aparecen los grupos de baile JabbaWockeeZ y Shhhh! del show estadounidense America's Best Dance Crew. Durante unos segundos, se puede ver a Eli "El musicólogo" y a Menes junto a Daddy entrando a la discoteca, mientras les sacan fotos. Este video musical ganó el premio a "Vídeo del año" en los premios Lo Nuestro de 2009. En el minuto 0:10 se puede observar un aviso publicitario con la imagen del personaje Wall-E.

## Posicionamiento
| Listas (2008-09)                 | Posición máxima |
| -------------------------------- | --------------- |
| Bolivia Top 100 Singles Chart    | 5               |
| Chile Top 100 Singles            | 1               |
| Ecuador Top 100 Singles          | 29              |
| México Top 100 Singles           | 54              |
| Perú Top 100 Singles             | 9               |
| Argentina Los 40 principales     | 1               |
| Billboard Hot Latin Tracks       | 4               |
| Billboard Latin Tropical Airplay | 7               |
| Billboard Latin Pop Airplay      | 23              |
| Billboard Latin Rhythm Airplay   | 1               |
| Honduras Top 100 Singles         | 1               |
| Billboard Hot 100                | 106             |